# Lethe Vallis
Lethe Vallis é um vale no quadrângulo de Elysium em Marte, localizado a 4° N e 206.5° W.  Possui 225 km de extensão e recebeu o nome de um rio no Parque Nacional e Reserva de Katmai no Alaska, Estados Unidos.